# 大蔵町 (名古屋市)

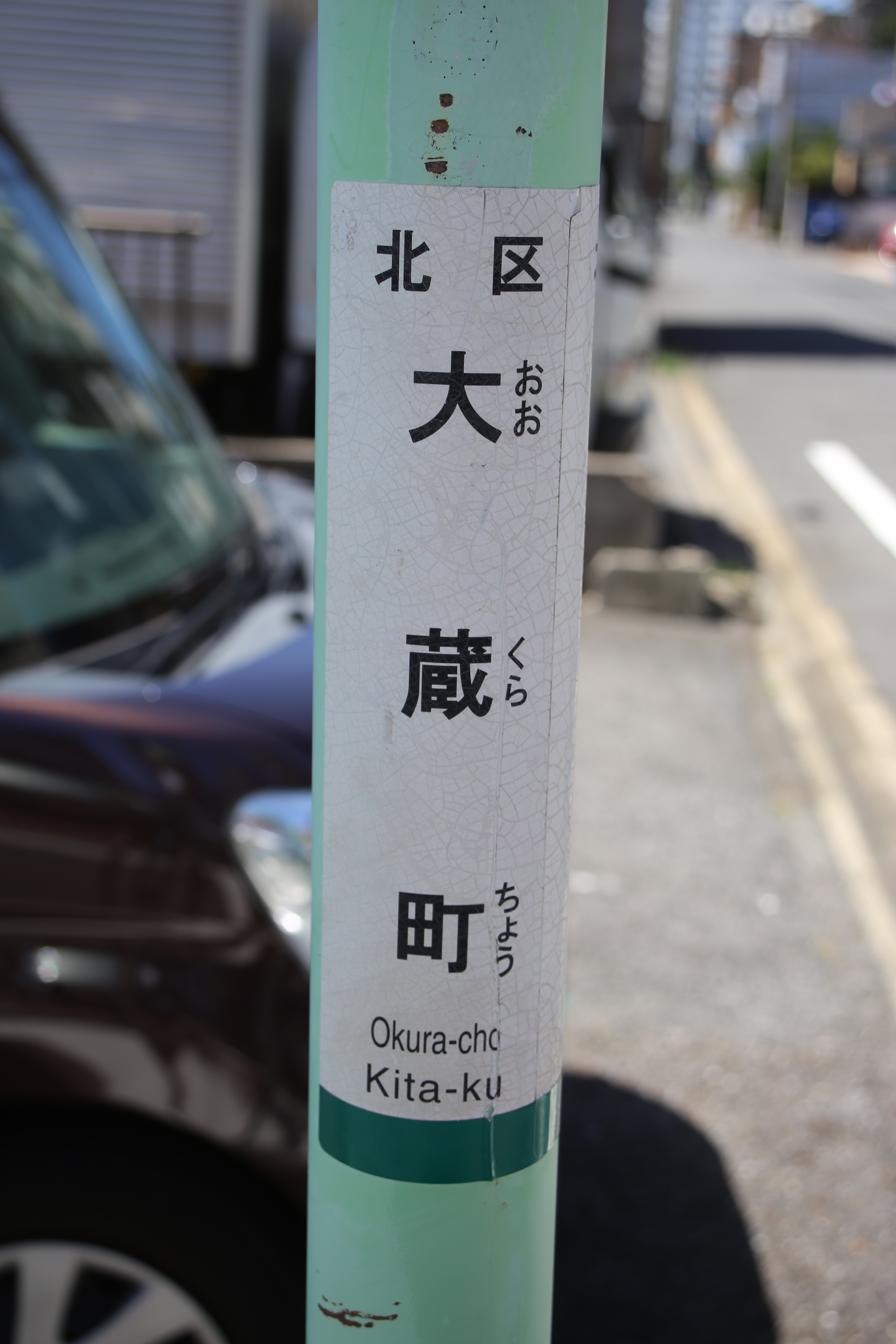
大蔵町の町名表示

大蔵町（おおくらちょう）は、愛知県名古屋市北区の地名。丁番を持たない単独町名である。住居表示未実施。

## 地理
名古屋市北区の南部に位置する。東は紅雲町、西は神明町・南は城東町・北は志賀本通に接する。住宅地。

## 歴史

### 町名の由来
城東耕地整理事業に伴い成立した地名で、由来は定かではないが、水谷盛光『名古屋の地名』によると志賀村の大地主の所有地が多かったことからそれにあやかって名付けられたという。

### 沿革
- 1930年（昭和5年）3月15日 - 西区志賀町字下三反田・寺面の各一部により[3]、西区大蔵町として成立[2]。
- 1937年（昭和12年） - 東区に編入された[2]。
- 1944年（昭和19年）2月11日 - 北区成立により同区大蔵町となる[2]。

### 町名の変遷
| 実施後 | 実施年月日    | 実施前（各町名ともその一部） |
| ------ | ------------- | ---------------------------- |
| 大蔵町 | 1930年3月15日 | 志賀町（字下三反田・寺面）   |

## 世帯数と人口
2022年（令和4年）1月1日現在の世帯数と人口は以下の通りである。
| 町丁   | 世帯数  | 人口  |
| ------ | ------- | ----- |
| 大蔵町 | 165世帯 | 317人 |

### 人口の変遷
国勢調査による人口の推移
| 2000年（平成12年） | 327人 | [ WEB 6 ]  |  |
| 2005年（平成17年） | 321人 | [ WEB 7 ]  |  |
| 2010年（平成22年） | 320人 | [ WEB 8 ]  |  |
| 2015年（平成27年） | 345人 | [ WEB 9 ]  |  |
| 2020年（令和2年）  | 337人 | [ WEB 10 ] |  |

## 学区
市立小・中学校に通う場合、学校等は以下の通りとなる。また、公立高等学校に通う場合の学区は以下の通りとなる。
| 番・番地等 | 小学校               | 中学校                 | 高等学校 |
| ---------- | -------------------- | ---------------------- | -------- |
| 全域       | 名古屋市立大杉小学校 | 名古屋市立八王子中学校 | 尾張学区 |

## 施設
- エルダーホーム志賀本通

## その他

### 日本郵便
- 郵便番号 : 462-0858[WEB 3]（集配局：名古屋北郵便局[WEB 13]）。

### 書籍
1. ↑  名古屋市北区役所市民室『北区 私たちのまち』名古屋市北区役所、1979年3月、6頁。
2. 1 2 3 4  「角川日本地名大辞典」編纂委員会 1989, p. 265.
3. ↑  名古屋市北区役所市民室『北区 私たちのまち』名古屋市北区役所、1979年3月、53頁。